# Frauenfußball Universitätssportverein Jena 2019-2020
Questa voce raccoglie le informazioni riguardanti la sezione di calcio femminile del Frauenfußball Universitätssportverein Jena nelle competizioni ufficiali della stagione 2019-2020.

## Maglie e sponsor
Il main sponsor era Università di Jena, quello tecnico, fornitore delle tenute da gioco, Hummel.
|  | Casa | Trasferta |

## Rosa
Rosa, ruoli e numeri di maglia come da sito ufficiale, aggiornata al 18 ottobre 2019.
| N. |                      | Ruolo | Calciatrice             |
| -- | -------------------- | ----- | ----------------------- |
| 1  | Germania (bandiera)  | P     | Sarah Hornschuch        |
| 2  | Germania (bandiera)  | D     | Karla Görlitz           |
| 3  | Germania (bandiera)  | D     | Nelly Juckel            |
| 5  | Germania (bandiera)  | D     | Svenja Paulsen          |
| 6  | Germania (bandiera)  | C     | Donika Grajqevci        |
| 7  | Germania (bandiera)  | A     | Isabelle Knipp          |
| 8  | Germania (bandiera)  | C     | Vanessa Fudalla         |
| 9  | Germania (bandiera)  | A     | Jalila Dalaf            |
| 10 | Germania (bandiera)  | C     | Merza Julević           |
| 11 | Germania (bandiera)  | A     | Leonie Kreil            |
| 12 | Rep. Ceca (bandiera) | D     | Jana Sedláčková         |
| 13 | Germania (bandiera)  | C     | Julia Arnold (capitano) |
| 14 | Germania (bandiera)  | C     | Anja Heuschkel          |

| N. |                      | Ruolo | Calciatrice        |
| -- | -------------------- | ----- | ------------------ |
| 15 | Canada (bandiera)    | C     | Julie Karn         |
| 16 | Germania (bandiera)  | C     | Pia Große          |
| 17 | Germania (bandiera)  | D     | Lisa Seiler        |
| 18 | Germania (bandiera)  | C     | Annika Graser      |
| 19 | Germania (bandiera)  | A     | Christin Meyer     |
| 20 | Rep. Ceca (bandiera) | C     | Jitka Chlastáková  |
| 21 | Germania (bandiera)  | C     | Anna Weiß          |
| 22 | Germania (bandiera)  | C     | Any Adam           |
| 23 | Germania (bandiera)  | D     | Maren Tellenbröker |
| 24 | Germania (bandiera)  | P     | Laura Kiontke      |
| 26 | Germania (bandiera)  | D     | Tina Kremlitschka  |
| 31 | Germania (bandiera)  | P     | Inga Schuldt       |

## Calciomercato

### Sessione estiva
| Acquisti | Acquisti          | Acquisti                          | Acquisti   |
| R.       | Nome              | da                                | Modalità   |
| -------- | ----------------- | --------------------------------- | ---------- |
| P        | Inga Schuldt      | Turbine Potsdam II                | definitivo |
| D        | Karla Görlitz     | Magdeburger FFC                   | definitivo |
| C        | Jitka Chlastáková | Slavia Praga                      | definitivo |
| A        | Jalila Dalaf      | Meppen                            | definitivo |
| A        | Vanessa Fudalla   | Bayern Monaco II                  | definitivo |
| A        | Donika Grajqevci  | Magdeburger FFC [Primavera B (F)] | definitivo |
| A        | Christin Meyer    | Walddorfer                        | definitivo |

| Cessioni | Cessioni         | Cessioni        | Cessioni                       |
| R.       | Nome             | a               | Modalità                       |
| -------- | ---------------- | --------------- | ------------------------------ |
| D        | Lara Schmidt     | Turbine Potsdam | definitivo                     |
| C        | Sonja Merazguia  | Hoffenheim II   | definitivo                     |
| C        | Anna Lena Riedel | Jena II         | aggregata alla squadra riserve |
| A        | Hannah Keane     | Braga           | definitivo                     |

### Sessione invernale
| Acquisti | Acquisti | Acquisti | Acquisti |
| R.       | Nome     | da       | Modalità |
| -------- | -------- | -------- | -------- |
|          |          |          |          |

| Cessioni | Cessioni     | Cessioni | Cessioni   |
| R.       | Nome         | a        | Modalità   |
| -------- | ------------ | -------- | ---------- |
| A        | Jalila Dalaf | Meppen   | definitivo |

## Risultati

### Frauen-Bundesliga

#### Girone di andata
| Arbitro: | Stolz (Pritzwalk) |

|             |           |                                                            |
| Görlitz 87’ | Marcatori | 3’ Hartig 7’ Pankratz 21’, 63’ Billa 70’ Dongus 82’ Harsch |

| Arbitro: | Derlin (Bad Schwartau) |

|                                                             |           |                                  |
| Prašnikar 14’, 37’ Mesjasz 38’ Ehegötz 40’ Schwalm 44’, 62’ | Marcatori | 21’ Chlastáková 31’ Tellenbröker |

| Arbitro: | Michel (Gau-Odernheim) |

|                                                 |           |                     |
| Reuteler 30’ Dunst 60’ Hechler 80’ Martinez 84’ | Marcatori | 3’ Arnold 25’ Meyer |

| Arbitro: | Joos (Leinfelden-Echterdingen) |

|                                |           |                         |
| Julević 11’ Fudalla 71’ (rig.) | Marcatori | 34’ Beckmann 48’ Hirano |

| Arbitro: | Stolz (Pritzwalk) |

|                                                                                      |           |             |
| Popp 8’, 14’ Maritz 41’ Harder 52’ (rig.), 57’, 70’ Bloodworth-Janssen 74’ Rauch 90’ | Marcatori | 49’ Görlitz |

| Arbitro: | Schwermer (Rieder) |

|           |           |                                                                   |
| Meyer 56’ | Marcatori | 36’ Ostermeier 51’, 79’, 85’ Schüller 53’ Oberdorf 59’, 88’ Knaak |

| Arbitro: | Heimann (Gladbeck) |

|                                                 |           |  |
| Kirchberger 30’ Müller 37’ Kayikçi 39’ Bühl 51’ | Marcatori |  |

| Arbitro: | Weigelt (Lipsia) |

|  |           |                                |
|  | Marcatori | 13’, 22’ Simon 47’ Beerensteyn |

| Arbitro: | Derlin (Bad Schwartau) |

|                       |           |  |
| Zeller 21’ Uebach 71’ | Marcatori |  |

| Arbitro: | Heimann (Gladbeck) |

|  |           |                            |
|  | Marcatori | 48’ Blagojević 58’ Schaber |

| Duisburg 30 novembre 2019, ore 13:00 CET 11ª giornata | MSV Duisburg      | 0 – 0 referto | Jena | PCC-Stadion (350 spett.)\| Arbitro: \| Appelmann (Alzey) \| |
| Arbitro:                                              | Appelmann (Alzey) |               |      |                                                             |

#### Girone di ritorno
| Arbitro: | Söder (Ingolstadt) |

|                |           |  |
| Billa 26’, 27’ | Marcatori |  |

| Arbitro: | Heidenreich (Sereetz) |

|          |           |                                                     |
| Weiß 33’ | Marcatori | 23’, 80’ Gasper 37’, 64’, 68’ Prašnikar 48’ Schmidt |

| Arbitro: | Diekmann (Dortmund) |

|                           |           |                                                   |
| Seiler 7’ Chlastáková 15’ | Marcatori | 11’ (rig.) Nüsken 59’ (aut.) Schuldt 78’ Reuteler |

| Arbitro: | Heimann (Gladbeck) |

|            |           |  |
| Rinast 82’ | Marcatori |  |

| Arbitro: | Heimann (Gladbeck) |

|  |           |                                                     |
|  | Marcatori | 6’ Harder 8’, 37’ Jakabfi 28’, 57’ Pajor 75’ Wolter |

| Arbitro: | Diekmann (Dortmund) |

|           |           |           |
| Nesse 63’ | Marcatori | 15’ Meyer |

| Arbitro: | Joos (Leinfelden-Echterdingen) |

|                                                           |           |  |
| Minge 5’, 65’ Karl 17’ Starke 23’ Kayikçi 54’ Sanders 58’ | Marcatori |  |

| Arbitro: | Westerhoff (Bochum) |

|                               |           |  |
| Gwinn 61’ (rig.) Dallmann 68’ | Marcatori |  |

| Jena 17 giugno 2020, ore 15:00 CEST 20ª giornata | Jena                   | 0 – 0 referto | Bayer Leverkusen | Ernst-Abbe-Sportfeld (0 spett.)\| Arbitro: \| Hussein (Bad Harzburg) \| |
| Arbitro:                                         | Hussein (Bad Harzburg) |               |                  |                                                                         |

| Arbitro: | Söder (Ingolstadt) |

|                                          |           |                                    |
| Van Bonn 17’ Pinther 32’, 76’ Winczo 60’ | Marcatori | 9’ Tellenbröker 37’ (rig.) Fudalla |

| Arbitro: | Michel (Gau-Odernheim) |

|  |           |                           |
|  | Marcatori | 26’ Zielinski 45’ Angerer |

### DFB-Pokal der Frauen
| Arbitro: | Hanf (Stein) |

|  |           |          |
|  | Marcatori | 57’ Weiß |

| Arbitro: | Heidenreich (Sereetz) |

|                                                          |           |               |
| Hartig 9’, 76’ Rall 11’, 74’ Beuschlein 26’ Lattwein 31’ | Marcatori | 88’ Grajqevci |

## Statistiche

### Statistiche di squadra
| Competizione         | Punti | In casa | In casa | In casa | In casa | In casa | In casa | In trasferta | In trasferta | In trasferta | In trasferta | In trasferta | In trasferta | Totale | Totale | Totale | Totale | Totale | Totale | DR  |
| Competizione         | Punti | G       | V       | N       | P       | Gf      | Gs      | G            | V            | N            | P            | Gf           | Gs           | G      | V      | N      | P      | Gf     | Gs     | DR  |
| -------------------- | ----- | ------- | ------- | ------- | ------- | ------- | ------- | ------------ | ------------ | ------------ | ------------ | ------------ | ------------ | ------ | ------ | ------ | ------ | ------ | ------ | --- |
| Frauen-Bundesliga    | 4     | 11      | 0       | 2       | 9       | 7       | 37      | 11           | 0            | 2            | 9            | 8            | 40           | 22     | 0      | 4      | 18     | 15     | 77     | -62 |
| DFB-Pokal der Frauen | -     | -       | -       | -       | -       | -       | -       | 2            | 1            | 0            | 1            | 2            | 6            | 2      | 1      | 0      | 1      | 2      | 6      | -4  |
| Totale               | -     | 11      | 0       | 2       | 9       | 7       | 37      | 13           | 1            | 2            | 10           | 10           | 46           | 24     | 1      | 4      | 19     | 17     | 83     | -66 |

### Andamento in campionato
| Giornata  | 1  | 2  | 3  | 4  | 5  | 6  | 7  | 8  | 9  | 10 | 11 | 12 | 13 | 14 | 15 | 16 | 17 | 18 | 19 | 20 | 21 | 22 |
| --------- | -- | -- | -- | -- | -- | -- | -- | -- | -- | -- | -- | -- | -- | -- | -- | -- | -- | -- | -- | -- | -- | -- |
| Luogo     | C  | T  | T  | C  | T  | C  | T  | C  | T  | C  | T  | T  | C  | C  | T  | C  | T  | T  | T  | C  | T  | C  |
| Risultato | P  | P  | P  | N  | P  | P  | P  | P  | P  | P  | N  | P  | P  | P  | P  | P  | N  | P  | P  | N  | P  | P  |
| Posizione | 12 | 12 | 12 | 11 | 11 | 12 | 12 | 12 | 12 | 12 | 12 | 12 | 12 | 12 | 12 | 12 | 12 | 12 | 12 | 12 | 12 | 12 |

Legenda:

Luogo: C = Casa; T = Trasferta. Risultato: V = Vittoria; N = Pareggio; P = Sconfitta.

### Statistiche delle giocatrici
| Giocatore         | Frauen-Bundesliga | Frauen-Bundesliga | Frauen-Bundesliga | Frauen-Bundesliga | DFB-Pokal der Frauen | DFB-Pokal der Frauen | DFB-Pokal der Frauen | DFB-Pokal der Frauen | Totale   | Totale | Totale      | Totale     |
| Giocatore         | Presenze          | Reti              | Ammonizioni       | Espulsioni        | Presenze             | Reti                 | Ammonizioni          | Espulsioni           | Presenze | Reti   | Ammonizioni | Espulsioni |
| ----------------- | ----------------- | ----------------- | ----------------- | ----------------- | -------------------- | -------------------- | -------------------- | -------------------- | -------- | ------ | ----------- | ---------- |
| A. Adam           | 5                 | 0                 | 0                 | 0                 | 1                    | 0                    | 0                    | 0                    | 6        | 0      | 0           | 0          |
| J. Arnold         | 20                | 1                 | 1                 | 0                 | 2                    | 0                    | 0                    | 0                    | 22       | 1      | 1           | 0          |
| J. Chlastáková    | 14                | 2                 | 1                 | 0                 | 1                    | 0                    | 0                    | 0                    | 15       | 2      | 1           | 0          |
| J. Dalaf          | 5                 | 0                 | 0                 | 0                 | 1                    | 0                    | 0                    | 0                    | 6        | 0      | 0           | 0          |
| V. Fudalla        | 17                | 2                 | 1                 | 0                 | -                    | -                    | -                    | -                    | 17       | 2      | 1           | 0          |
| K. Görlitz        | 19                | 2                 | 2                 | 0                 | 2                    | 0                    | 0                    | 0                    | 21       | 2      | 2           | 0          |
| D. Grajqevci      | 8                 | 0                 | 0                 | 0                 | 1                    | 1                    | 0                    | 0                    | 9        | 1      | 0           | 0          |
| A. Graser         | 18                | 0                 | 1                 | 0                 | 2                    | 0                    | 1                    | 0                    | 20       | 0      | 2           | 0          |
| P. Große          | 6                 | 0                 | 0                 | 0                 | 1                    | 0                    | 0                    | 0                    | 7        | 0      | 0           | 0          |
| A. Heuschkel      | 1                 | 0                 | 0                 | 0                 | -                    | -                    | -                    | -                    | 1        | 0      | 0           | 0          |
| S. Hornschuch     | 14                | -50               | 0                 | 0                 | 1                    | 0                    | 0                    | 0                    | 15       | -50    | 0           | 0          |
| N. Juckel         | 7                 | 0                 | 1                 | 0                 | -                    | -                    | -                    | -                    | 7        | 0      | 1           | 0          |
| M. Julević        | 20                | 1                 | 2                 | 0                 | 1                    | 0                    | 1                    | 0                    | 21       | 1      | 3           | 0          |
| J. Karn           | 4                 | 0                 | 0                 | 0                 | -                    | -                    | -                    | -                    | 4        | 0      | 0           | 0          |
| L. Kiontke        | 1                 | -1                | 0                 | 0                 | 1                    | -6                   | 0                    | 0                    | 2        | -7     | 0           | 0          |
| I. Knipp          | 1                 | 0                 | 0                 | 0                 | 1                    | 0                    | 1                    | 0                    | 2        | 0      | 1           | 0          |
| L. Kreil          | 19                | 0                 | 1                 | 0                 | 1                    | 0                    | 0                    | 0                    | 20       | 0      | 1           | 0          |
| T. Kremlitschka   | 8                 | 0                 | 1                 | 0                 | 1                    | 0                    | 0                    | 0                    | 9        | 0      | 1           | 0          |
| C. Meyer          | 21                | 3                 | 1                 | 0                 | 2                    | 0                    | 0                    | 0                    | 23       | 3      | 1           | 0          |
| S. Paulsen        | 8                 | 0                 | 0                 | 0                 | -                    | -                    | -                    | -                    | 8        | 0      | 0           | 0          |
| J. Schlichting    | 7                 | 0                 | 0                 | 0                 | -                    | -                    | -                    | -                    | 7        | 0      | 0           | 0          |
| I. Schuldt        | 9                 | -26               | 0                 | 0                 | 0                    | 0                    | 0                    | 0                    | 9        | -26    | 0           | 0          |
| J. Sedláčková     | 15                | 0                 | 5                 | 0                 | 2                    | 0                    | 0                    | 0                    | 17       | 0      | 5           | 0          |
| L. Seiler         | 20                | 1                 | 2                 | 0                 | 2                    | 0                    | 0                    | 0                    | 22       | 1      | 2           | 0          |
| N. Stratford      | 4                 | 0                 | 0                 | 0                 | 1                    | 0                    | 0                    | 0                    | 5        | 0      | 0           | 0          |
| M.M. Tellenbröker | 19                | 2                 | 2                 | 0                 | 2                    | 0                    | 0                    | 0                    | 21       | 2      | 2           | 0          |
| A. Weiß           | 15                | 1                 | 0                 | 0                 | 2                    | 1                    | 0                    | 0                    | 17       | 2      | 0           | 0          |